# Park Tae-hwan (cầu thủ bóng đá)
Park Tae-hwan (sinh ngày 29 tháng 7 năm 1997) là một cầu thủ bóng đá người Hàn Quốc. Anh thi đấu cho Verspah Oita theo dạng cho mượn từ Shonan Bellmare.

## Sự nghiệp
Park Tae-hwan gia nhập câu lạc bộ tại J1 League Shonan Bellmare năm 2016. Ngày 22 tháng 9 năm anh ra mắt ở Cúp Hoàng đế Nhật Bản (v Tokushima Vortis).

## Thống kê câu lạc bộ
Cập nhật đến ngày 20 tháng 2 năm 2017.
| Thành tích câu lạc bộ | Thành tích câu lạc bộ | Thành tích câu lạc bộ | Giải vô địch | Giải vô địch | Cúp                   | Cúp                   | Tổng cộng | Tổng cộng |
| Mùa giải              | Câu lạc bộ            | Giải vô địch          | Số trận      | Bàn thắng    | Số trận               | Bàn thắng             | Số trận   | Bàn thắng |
| Nhật Bản              | Nhật Bản              | Nhật Bản              | Giải vô địch | Giải vô địch | Cúp Hoàng đế Nhật Bản | Cúp Hoàng đế Nhật Bản | Tổng cộng | Tổng cộng |
| --------------------- | --------------------- | --------------------- | ------------ | ------------ | --------------------- | --------------------- | --------- | --------- |
| 2016                  | Shonan Bellmare       | J1 League             | 0            | 0            | 1                     | 0                     | 1         | 0         |
| Tổng                  | Tổng                  | Tổng                  | 0            | 0            | 1                     | 0                     | 1         | 0         |